# 阿部仁史
阿部 仁史（あべ ひとし、1962年 - ）は、日本の建築家。カリフォルニア大学ロサンゼルス校（UCLA）教授。阿部仁史アトリエ主宰。

## 概要
設計過程で一つ一つを丁寧かつ精緻な表現技法により具現化する建築を艶やかに表現する技法が特徴。宮城スタジアムの設計で注目される。同スタジアムがFIFAワールドカップに使用されたことで、世界的に注目を集める。大地と同化しつつ、存在をアピールするバランス感覚は、従来のスタジアム建築の常識とは異なるものとなっている。2002年には苓北町民ホールの設計で日本建築学会賞を受賞。
彼の活動範囲は建築のみならず、橋梁などの土木構造物、家具デザインや商業店舗、レストラン等のインテリアデザイン、モバイルショップのデザインなど多岐に及んでいる。またロサンゼルスローカルズなど著作も存在する。ロサンゼルスなどでの活動も行う。

## 経歴
- 1962年　宮城県仙台市出身
- 1985年　東北大学工学部建築学科卒業（23歳）
- 1987年　同大学大学院修士課程修了（25歳）
- 1989年　南カリフォルニア建築大学（SCI-Arc）M-ARK3課程修了（27歳）
- 1988～92年　コープ・ヒンメルブラウロサンゼルス事務所勤務
- 1990年　SCI-Arc講師
- 1992年　阿部仁史アトリエ設立（30歳）
- 1993年　東北大学大学院工学研究科建築学専攻博士課程後期修了、工学博士（31歳）
- 1994～98年　東北工業大学工学部建築学科講師
- 1998～02年　同大学助教授
- 2002～07年　東北大学大学院工学研究科都市・建築学専攻教授
- 2007年　カリフォルニア大学ロサンゼルス校(UCLA)都市・建築学科長、教授。

## 受賞歴
- 1996年　第14回吉岡賞（読売メディアミヤギゲストハウス）
- 2002年　日本建築学会賞作品賞（苓北町民ホール）
- 2009年　日本建築学会賞教育賞（デザイン教育の先駆的試み－国際建築ワークショップ）：阿部仁史、石田壽一、小野田泰明、本江正茂、堀口徹、中田千彦、槻橋修

## 建築、インテリア作品
- 1994年　しらさぎ橋（32歳）
- 1996年　読売メディアミヤギゲストハウス  『第14回吉岡賞』（34歳）
- 1999年　ネージュルネフルール（雪月花）
- 2000年　宮城スタジアム（宮城県宮城郡利府町）（38歳）
- 2000年  松島ヨットハーバー・公園事務所（宮城県宮城郡松島町）
- 2001年　関井レディースクリニック
- 2001年　i-house
- 2002年　苓北町民ホール（熊本県苓北町）『日本建築学会賞（作品賞）』（40歳）
- 2004年　佐々木義肢製作所
- 2005年　伊達の牛タン本舗池袋店（インテリア）（東京池袋）
- 2005年　青葉亭（インテリア）
- 2005年　PTK
- 2005年　Beef Tongue Car（ショップ）
- 2005年　9坪ハウス（Tall）（神奈川県茅ヶ崎市）
- 2006年　KCH/whopper（埼玉）
- 2007年　Kandatsu　Dental　Clinic（茨城県土浦市）
- 2010年　竹泉荘　Mt.Zao　OnsenResort　&　Spa（宮城県蔵王町）

## 家具デザイン
- CALF CHIR
- COW TABLE
- TRIPOD
- TOKYO HOUSE KADO Furniture

## システムデザイン
- MEGAHOUSE

## 著書
- ロサンゼルスローカルズ（建築巡礼）（丸善）
- デザインハイクオリティ住宅（エイムック）
- 阿部仁史 FLICKER (ペーパーバック)
- 10+1〈No.25〉特集 都市の境界/建築の境界（INAX出版）
- 卒業設計日本一決定戦 せんだいデザインリーグ2008 未来の街は僕らが創る（関連書籍）
- プロジェクトブック　（彰国社）

## 展覧会、インスタレーションなど
- 1995年 A,D,C95　in　Yokohama　（横浜）
- 1996年　ミラノトリエンナーレ1996　（ミラノ）
- 2000年　7thヴェネツィア・ビエンナーレ　（ヴェネツィア）
- 2001年　Japan2001”Under　Construction”　（ロンドン）
- 2003年　Art Miyagi 2003　（仙台）
- 2005年　「Body」展（ギャラリー・間）　（東京）

## その他
- 卒業設計日本一決定戦（せんだいデザインリーグ）のアドバイザリーボードを務め、審査員歴任。
- 空間デザインコンペティション、景観開花など審査員歴任。